# Vilmos Sebők
Vilmos Sebők (ur. 13 czerwca 1973 w Budapeszcie) – węgierski piłkarz grający na pozycji środkowego obrońcy. W swojej karierze 52 razy zagrał w reprezentacji Węgier i strzelił w niej 9 goli.

## Kariera klubowa
Karierę piłkarską Sebők rozpoczynał w klubach Ferencvárosi TC i Szent István SZKI. Następnie trafił do zespołu Újpest FC. W 1990 roku awansował do kadry pierwszej drużyny, jednak w sezonie 1990/1991 nie zadebiutował w nim w pierwszej lidze węgierskiej. Latem 1991 odszedł do innego pierwszoligowca, Tatabányai SC, z którym w 1992 roku spadł do drugiej ligi. W sezonie 1993/1994 grał w innym drugoligowcu, Rákospalotai EAC, a w sezonie 1994/1995 ponownie grał w Tatabányai SC.
Latem 1995 roku Sebők ponownie grał w węgierskiej ekstraklasie, w barwach Újpestu. W 1997 roku wywalczył z Újpestem wicemistrzostwo Węgier, a w 1998 roku sięgnął z tym klubem po tytuł mistrzowski.
Na początku 1999 roku Sebők został piłkarzem angielskiego Bristolu City. Wiosną 1999 spadł z nim z Division One do Division Two. Z kolei w pierwszej połowie 2000 roku grał w SV Waldhof Mannheim.
Latem 2000 Sebők przeszedł do niemieckiego pierwszoligowca, Energie Cottbus. W Bundeslidze zadebiutował 5 września 2000 w przegranym 0:3 wyjazdowym meczu z FC Schalke 04. W Energie występował przez 3 sezony.
Jesienią 2003 roku Sebők grał w izraelskim Maccabi Ahi Nazaret, a w 2004 roku wrócił na Węgry i został zawodnikiem Zalaegerszegi TE. W latach 2007–2008 grał w Diósgyőri VTK, a karierę kończył w amatorskim Ladánybenei FC w 2009 roku.
| Sezon   | Klub                 | Kraj   | Rozgrywki     | Mecze | Bramki |
| ------- | -------------------- | ------ | ------------- | ----- | ------ |
| 1990/91 | Újpest FC            | Węgry  | NB I          | 0     | 0      |
| 1991/92 | Tatabánya Banyasz SC | Węgry  | NB I          | 5     | 0      |
| 1992/93 | Tatabányai SC        | Węgry  | NB II         | 14    | 1      |
| 1993/94 | Rákospalotai EAC     | Węgry  | NB II         | 11    | 0      |
| 1994/95 | Tatabányai SC        | Węgry  | NB II         | 23    | 3      |
| 1995/96 | Újpest FC            | Węgry  | NB I          | 20    | 1      |
| 1996/97 | Újpest FC            | Węgry  | NB I          | 32    | 2      |
| 1997/98 | Újpest FC            | Węgry  | NB I          | 31    | 3      |
| 1998/99 | Újpest FC            | Węgry  | NB I          | 12    | 4      |
| 1998/99 | Bristol City         | Anglia | Division One  | 12    | 0      |
| 1999/00 | Bristol City         | Anglia | Division Two  | 11    | 0      |
| 1999/00 | SV Waldhof Mannheim  | Niemcy | 2. Bundesliga | 11    | 1      |
| 2000/01 | Energie Cottbus      | Niemcy | Bundesliga    | 25    | 1      |
| 2001/02 | Energie Cottbus      | Niemcy | Bundesliga    | 16    | 1      |
| 2002/03 | Energie Cottbus      | Niemcy | Bundesliga    | 3     | 1      |
| 2003/04 | Maccabi Ahi Nazaret  | Izrael | Ligat ha’Al   | 16    | 1      |
| 2003/04 | Zalaegerszegi TE     | Węgry  | NB I          | 14    | 4      |
| 2004/05 | Zalaegerszegi TE     | Węgry  | NB I          | 28    | 2      |
| 2005/06 | Zalaegerszegi TE     | Węgry  | NB I          | 25    | 10     |
| 2006/07 | Zalaegerszegi TE     | Węgry  | NB I          | 19    | 2      |
| 2007/08 | Diósgyőri VTK        | Węgry  | NB I          | 11    | 2      |
| 2008/09 | Diósgyőri VTK        | Węgry  | NB I          | 12    | 0      |

## Kariera reprezentacyjna
W reprezentacji Węgier Sebők zadebiutował 10 kwietnia 1996 roku w przegranym 1:4 towarzyskim meczu z Chorwacją. W swojej karierze grał w eliminacjach do MŚ 1998, Euro 2000 i MŚ 2002. W kadrze narodowej od 1996 do 2006 roku rozegrał 52 mecze i strzelił 9 goli.
W 1996 roku Sebők wystąpił z kadrą U-23 Węgier na Igrzyskach Olimpijskich w Atlancie.